# Tadej Valjavec
Tadej Valjavec (født 13. april 1977) er en slovensk tidligere landevejscykelrytter.